# Toutes ses femmes
Pour plus de détails, voir Fiche technique et Distribution.
Toutes ses femmes (titre original : För att inte tala om alla dessa kvinnor) est un film suédois réalisé par Ingmar Bergman, sorti en 1964.
C'est le premier film en couleurs du cinéaste. C'est également considéré comme son seul film dans le registre comique débridé.

## Synopsis
Le grand critique Cornelius rend visite au non moins grand violoncelliste Félix dans sa vaste et riche demeure. L'interprète de génie vit entouré de femmes qui organisent elles-mêmes leurs rendez-vous galants entre deux répétitions, mais le planning a des ratés. Jalousies, disputes, coups de revolver, Cornélius tente tant bien que mal de s'astreindre à la tâche difficile d'écrire la biographie du maître.

## Fiche technique
- Titre : Toutes ses femmes
- Titre original : För att inte tala om alla dessa kvinnor
- Réalisation : Ingmar Bergman
- Scénario : Ingmar Bergman et Erland Josephson
- Photographie : Sven Nykvist
- Montage : Ulla Ryghe
- Musique : Erik Nordgren
- Décors : P.A. Lundgren
- Costumes : Mago
- Producteur : Allan Ekelund
- Pays d'origine :  Suède
- Format : Couleur — 35 mm — 1,37:1 — Son : Mono
- Genre : Comédie
- Dates de sortie : 
  -  Suède :15 juin 1964

## Distribution
- Jarl Kulle : Cornelius, le critique
- Eva Dahlbeck : Adelaide, l'épouse
- Bibi Andersson : Humlan (en français Bourdon) la maîtresse officielle
- Harriet Andersson : Isolde, la servante
- Karin Kavli : Madame Tussaud, la protectrice
- Gertrud Fridh : Traviata
- Mona Malm : Cecilia, la jeune fille
- Barbro Hiort af Ornäs : Beatrica
- Allan Edwall : Jillker, l'imprésario
- Georg Funkquist : Tristan, le chauffeur et valet
- Gösta Prüzelius (non crédité) : un journaliste de la radio suédoise